# Солодков, Лев Степанович
Лев Степанович Солодков (род. 15 октября 1939 года, Фрунзе, Киргизская ССР, СССР) — советский и российский художник декоративного искусства, член-корреспондент РАХ (2023).

## Биография
Родился 15 октября 1939 года во Фрунзе Киргизской ССР, живёт и работает в Санкт-Петербурге.
В 1975 году — окончил Ленинградское высшее художественно-промышленное училище имени В. И. Мухиной, кафедра керамики, где учился у В. Ф. Маркова, В. С. Васильковского, О. А. Ивановой, Н. С. Кочневой.
С 1975 по 1990 годы — художник Конаковского фаянсового завода.
С 1981 по 1988 годы — преподаватель композиции и материала на кафедре Керамики и стекла ЛВХПУ имени В. И. Мухиной.
С 1990 года — главный художник фарфорового завода «Пролетарий».
В 1992 году — стал сооснователем творческой мастерской «Solodkov master».
С 2006 по 2017 годы — профессор кафедры керамики Смольного университета Российской академии образования.
С 1997 года — академик Петровской академии наук и искусств.
С 2009 года — академик Академии русской словесности и изящных искусств имени Г. Р. Державина, а также академик Европейской академии естественных наук.
Действительный член Академии менеджмента в образовании и культуре
С 2014 года — академик Российской академии естественных наук.
С 1974 года — член Союза художников СССР, России.
Председатель секции керамики Санкт-Петербургского Союза художников.
В 2023 году — избран членом-корреспондентом Российской академии художеств от Отделения декоративных искусств.

## Творческая деятельность
Художник декоративного искусства.
Основные произведения:
- объемно-пространственные композиции — «Русь белокаменная» (1973, фаянс, глазури, эмаль), «Рождение формы» (1975, глина, глазури, редукция, В 82), «Восток и Запад» (1978, шамот, эмаль, глазури, металл, В 105,6), «Зимний сад» (1984, фарфор, глазури, глянцгольд, В 40), «Острова в океане» (2006, спецмасса, глазури, В 38), «Осень» (2007, шамот, под глазурная роспись, глазури, В 77); сервизы — «Русский Север» (1993, фарфор, подглазурная роспись, глянцольд), «Марфинька» (2005, фарфор, подглазурная роспись), «Травушка-муравушка» (2007, фарфор, подглазурная роспись, глянцгольд), «Купольный. Мелодия Севера» (2011, фарфор);
- монументальные работы — иконостас Храма Успения Божией Матери (2011, фарфор, матовое золото), икона «Спас в Силах» (2015, шамот, подглазурная роспись, глазури, 120*85), иконостас Храма Рождества Богородицы (2018, фарфор, подглазурная роспись, глазури).

Произведения находятся в коллекции Государственного исторического музея (Москва), Всероссийского музея декоративного искусства (Москва), Елагиноостровского дворца-музея русского декоративно-прикладного искусства и интерьера XVII—XX веков (Санкт-Петербург), Государственного дворцово-паркового музея-заповедника «Останкино и Кусково», Оренбургского областного музея изобразительных искусств, Ярославского художественного музея, Пермской государственной художественной галереи, Тверской областной картинной галереи, а также зарубежных музеев и галерей Италии, Франции, США, Германии, Финляндии.
Участник выставок с 1967 года.
Персональные выставки: «Свой путь. Керамика Льва Солодкова» в Тверской областной картинной галереи (2021), «Переплетения» в Центральном выставочном зале (Пермь, 2023).

## Награды
- Медаль ордена «За заслуги перед Отечеством» ІІ степени (2012)[1]
- Заслуженный художник Российской Федерации (2004)
- Медаль «В память 300-летия Санкт-Петербурга» (2005)
- Юбилейная медаль «Маршал Советского Союза Жуков» (1997)
- Орден «И. В. Сталин» Президиума Союза народных депутатов СССР (1998)
- Медаль «За верность России» Петровской академии наук и искусств (2009)
- Медаль «Леонардо Да Винчи» Европейской академии естественных наук (2010)
- Медаль «За трудовые заслуги» в ознаменование 65-летия Победы в Великой Отечественной войне (2010)
- Медаль «Ф. М. Достоевский. За красоту, гуманизм, справедливость» (2010)
- Медаль «За заслуги в культуре и искусстве» I степени Академии русской словесности и изящных Искусств имени Г. Р. Державина (2012)
- Орденский знак «Екатерина Великая» АРСИИ имени Г. Р. Державина (2013)
- Золотой орден «Звезда Пушкина» Российского межрегионального союза писателей (2013)
- Орден «Золотого орла» Европейской академии естественных наук (2013)
- Медаль в честь 70-летия Победы в Великой Отечественной войне 1941—1945 гг. (2015)
- Памятный орденский знак «Честь и достоинство» Национального фонда «Общественное признание» (2017)
- Медаль Святого Первоверховного Апостола Петра в благословение за усердные труды во славу Святой Церкви и в связи с 80-летием со дня рождения (2019)
- Орденский знак «Покров Пресвятой Богородицы» Центрального совета Общероссийского общественного движения «Россия Православная» (2019)
- Медаль «75 лет Великой Победы» Центрального союза офицеров (2020)

Награды РАХ
- Серебряная медаль АХ СССР за серию работ «Русский север» и композицию «Россия, Русь, храни себя, храни!» (1992)
- Золотая медаль РАХ (2012)